# E.ON Rusia
E.ON Rusia  (nombre anterior: The Fourth Generation Company of the Wholesale Electricity Market, OGK-4, en español: La Cuarta Compañía de Generación del Mercado Mayorista de Electricidad) es una empresa de generación eléctrica rusa formada por la fusión de cinco compañías de generación. El 78,3% de la compañía es propiedad de la empresa alemana de energía E.ON; el resto de las acciones están en propiedad de accionistas minoritarios.

## Historia y operaciones
En 2006, las siguientes 5 plantas eléctricas fueron fusionadas en una compañía: 
- Central Eléctrica de Surgut-2 – 5.600 MW,
- Berezovskaya GRES – 1.550 MW
- Central Eléctrica de Shatura – 1.500 MW
- Smolenskaya GRES – 630 MW
- Yajvinskaya GRES – 1.016 MW

La capacidad instalada de todas las cinco plantas térmicas es de en torno a 10.296 MW. Esto comprende en torno del 5% de la capacidad de generación de RAO UES.
La potencia de salida de las plantas eléctricas de OGK-4 en 2007 fue de alrededor de 54,5 TWh. De acuerdo con el programa de inversiones el plan prevé aumentar la capacidad original de las plantas de 9,03 GW a más de 11 GW en 2011 con el gasto con este propósito de US$2.890 millones.